# Emanuel Grespán
Emanuel Grespán (n. Rosario, Provincia de Santa Fe, Argentina, 29 de diciembre de 1998) es un futbolista argentino que se desempeña como delantero en el Club Atlético Excursionistas.

## Trayectoria

### Ferro
Realizó las divisiones inferiores en el Club Ferro Carril Oeste. No llega a debutar en el equipo aunque fue convocado al banco de suplentes.

### Argentino de Quilmes
Tras el parate por Covid se suma al equipo quilmeño y llega a diputar un único partido contra su ex equipo, disputa los 90 minutos y no convierte goles.

### Excursionistas
Se confirma su llegada en enero para disputar todo el campeonato. Debuta en la primera fecha contra Sportivo Italiano al ingresar en el segundo tiempo del partido.

## Estadísticas
Actualizado al 04 de octubre de 2022

| Ferro Argentina | 2.ª                 | 2016-17             | 0  | 0 | 0 | 0 | — | — | 0  | 0 |
| Ferro Argentina | Total               | Total               | 0  | 0 | 0 | 0 | 0 | 0 | 0  | 0 |
| Acassuso Argentina | 3.ª                 | 2018-19             | 8  | 1 | 1 | 0 | — | — | 9  | 1 |
| Acassuso Argentina | 3.ª                 | 2019-20             | 7  | 3 | 0 | 0 | — | — | 7  | 3 |
| Acassuso Argentina | Total               | Total               | 16 | 4 | 0 | 0 | 0 | 0 | 16 | 4 |
| Argentino de Quilmes Argentina | 3.ª                 | 2020                | 1  | 0 | 0 | 0 | — | — | 1  | 0 |
| Argentino de Quilmes Argentina | Total               | Total               | 1  | 0 | 0 | 0 | 0 | 0 | 1  | 0 |
| San Miguel Argentina | 3.ª                 | 2021                | 9  | 0 | 0 | 0 | — | — | 9  | 0 |
| San Miguel Argentina | Total               | Total               | 9  | 0 | 0 | 0 | 0 | 0 | 9  | 0 |
| Excursionistas Argentina | 4.ª                 | 2022                | 9  | 0 | 0 | 0 | — | — | 9  | 0 |
| Excursionistas Argentina | Total               | Total               | 9  | 0 | 0 | 0 | 0 | 0 | 9  | 0 |
| Total en su carrera | Total en su carrera | Total en su carrera | 34 | 4 | 1 | 0 | 0 | 0 | 35 | 4 |
| (1) La copa nacional se refiere a la Copa Argentina y Supercopa Argentina. (2) La copa internacional se refiere a la Copa Sudamericana, Recopa Sudamericana, Copa Libertadores y Copa Suruga Bank. |                     |                     |    |   |   |   |   |   |    |   |